# サヨナラ (映画)
『サヨナラ』（Sayonara）は、1957年のアメリカ合衆国の恋愛映画。
監督はジョシュア・ローガン、出演はマーロン・ブランドと高美以子など。
朝鮮戦争時の日本を舞台に、当時はタブー視されていた日本人女性と米国軍人の悲しい恋を描いている。原作はジェームズ・ミッチェナーの小説『Sayonara』。
第30回アカデミー賞ではレッド・バトンズが助演男優賞を、ナンシー梅木が助演女優賞を、そして美術賞、音響賞を受賞した。
映画では、当時の神戸港や奈良あやめ池遊園地の空撮が用いられている。昭和30年代の伊丹エアベース（現·大阪国際空港）での戦闘機着陸シーンのロケ、松林歌劇団のモデルとなる大阪松竹歌劇団（OSK…現OSK日本歌劇団）の大阪劇場公演シーンのロケ、歌舞伎座（東京公演）、京都の街並みなどが描写されている。

## ストーリー
朝鮮戦争での撃墜王ロイド・グルーバー少佐（マーロン・ブランド）は最前線から同僚のケリー（レッド・バトンズ）と共に日本へ転勤となり関西にやってくる。
ある日グルーバーはマイク・ベイリー大尉（ジェームズ・ガーナー）に誘われレビューを観劇に行く。その舞台で一際華やかな松林歌劇の花形スターハナオギ（高美以子）に一目惚れし、同僚ケリーの恋人であるカツミ（ナンシー梅木）の計らいでハナオギと出会う。
ハナオギは戦争で親を亡くしたため、初めは米国人に対しての嫌悪感を露にするが、グルーバーの熱意に徐々に心を開き、やがて恋に落ちる。
当時米軍では日本人との結婚がご法度とされていた。またハナオギが恩を感じる松林歌劇団でも結婚は退団を意味し二人の心に暗い影が差し始める。そんな折、ケリーとカツミが世をはかなんで心中してしまう。
ハナオギはグルーバーとの別れを決心し、東京公演のため逃げるようにグルーバーの元を去る。グルーバーは追うように東京に行き、彼女を説き伏せる。

## キャスト
- ロイド: マーロン・ブランド
- ケリー: レッド・バトンズ
- カツミ: ナンシー梅木[注 2]
- ハナオギ: 高美以子
- アイリーン: パトリシア・オーウェンズ
- マイク: ジェームズ・ガーナー
- ウェブスター夫人: マーサ・スコット
- ナカムラ: リカルド・モンタルバン

## 作品の評価

### 映画批評家によるレビュー
Rotten Tomatoesによれば、15件の評論のうち高評価は93%にあたる14件で、平均点は10点満点中7.3点となっている。

### 受賞歴
| 賞                         | 部門                    | 対象者                                                | 結果       |
| -------------------------- | ----------------------- | ----------------------------------------------------- | ---------- |
| 第30回アカデミー賞         | 作品賞                  | ウィリアム・ゲッツ                                    | ノミネート |
| 第30回アカデミー賞         | 監督賞                  | ジョシュア・ローガン                                  | ノミネート |
| 第30回アカデミー賞         | 主演男優賞              | マーロン・ブランド                                    | ノミネート |
| 第30回アカデミー賞         | 助演男優賞              | レッド・バトンズ                                      | 受賞       |
| 第30回アカデミー賞         | 助演女優賞              | ナンシー梅木                                          | 受賞       |
| 第30回アカデミー賞         | 脚色賞                  | ポール・オズボーン                                    | ノミネート |
| 第30回アカデミー賞         | 美術賞                  | テッド・ハワース、バート・プリーストリー              | 受賞       |
| 第30回アカデミー賞         | 撮影賞                  | エルスワース・フレデリクス                            | ノミネート |
| 第30回アカデミー賞         | 編集賞                  | アーサー・P・シュミット 、フィリップ・W・アンダーソン | ノミネート |
| 第30回アカデミー賞         | 録音賞                  | ジョージ・グローヴス                                  | 受賞       |
| 第15回ゴールデングローブ賞 | 作品賞 (ドラマ部門)     |                                                       | ノミネート |
| 第15回ゴールデングローブ賞 | 主演男優賞 (ドラマ部門) | マーロン・ブランド                                    | ノミネート |
| 第15回ゴールデングローブ賞 | 助演男優賞              | レッド・バトンズ                                      | 受賞       |
| 第15回ゴールデングローブ賞 | 助演女優賞              | ナンシー梅木                                          | ノミネート |
| 第15回ゴールデングローブ賞 | 監督賞                  | ジョシュア・ローガン                                  | ノミネート |
| 第15回ゴールデングローブ賞 | 有望新人男優賞          | ジェームズ・ガーナー                                  | 受賞       |